# 110-й отдельный танковый батальон
110-й отдельный танковый батальон — воинское соединение Вооружённых сил СССР в Великой Отечественной войне

## История
Батальон, вместе с 87-м отдельным танковым батальоном и 108-м отдельным танковым батальоном сформирован на базе 25-го танкового полка 163-й моторизованной дивизии 25 августа 1941 года. 
В действующей армии с 25 августа 1941 года по 16 октября 1941 года.
25-й танковый полк изъят из состава 163-й моторизованной дивизии 25 августа 1941 года в районе Старой Руссы, переформирован в отдельные батальоны, придаваемые стрелковым частям. Батальон, вёл бои в районе Лычково, северо-восточнее Старой Руссы до середины октября 1941 года.
Батальон был расформирован 16 октября 1941 года.

## Подчинение
| Дата            | Фронт (округ)         | Армия      | Корпус | Дивизия | Примечания |
| --------------- | --------------------- | ---------- | ------ | ------- | ---------- |
| 01.09.1941 года | Северо-Западный фронт | 11-я армия | -      | -       | -          |
| 01.10.1941 года | Северо-Западный фронт | -          | -      | -       | -          |

## Командиры
майор Цепляев Иван Никифорович